# KA Akureyri (handball)
La section de handball du KA Akureyri est un club situé à Akureyri en Islande.

## Histoire
- 1928 : fondation du club sous le nom de Knattspyrnufélag Akureyrar
- 2006 : fusion avec le Thór Akureyri en Akureyri Handboltafélag
- 2017 : révocation de la fusion, le club reprend le nom de Knattspyrnufélag Akureyrar

## Palmarès
Compétitions nationales
- Championnat d'Islande (2) : 1997, 2002
- Coupe d'Islande (3) : 1995, 1996, 2004

### Personnalités liées au club
- Arnór Atlason, joueur, au club avant 2004
- Julián Duranona, joueur cubain naturalisé islandais, au club entre 1995 et 1997
- Alfreð Gíslason, joueur, au club avant 1980 puis entraineur/joueur entre 1991 et 1997
- Valdimar Grímsson, joueur, au club entre 1994 et 1998
- Guðjón Valur Sigurðsson, joueur, au club entre 1998 et 2001